# Milwaukee Turners

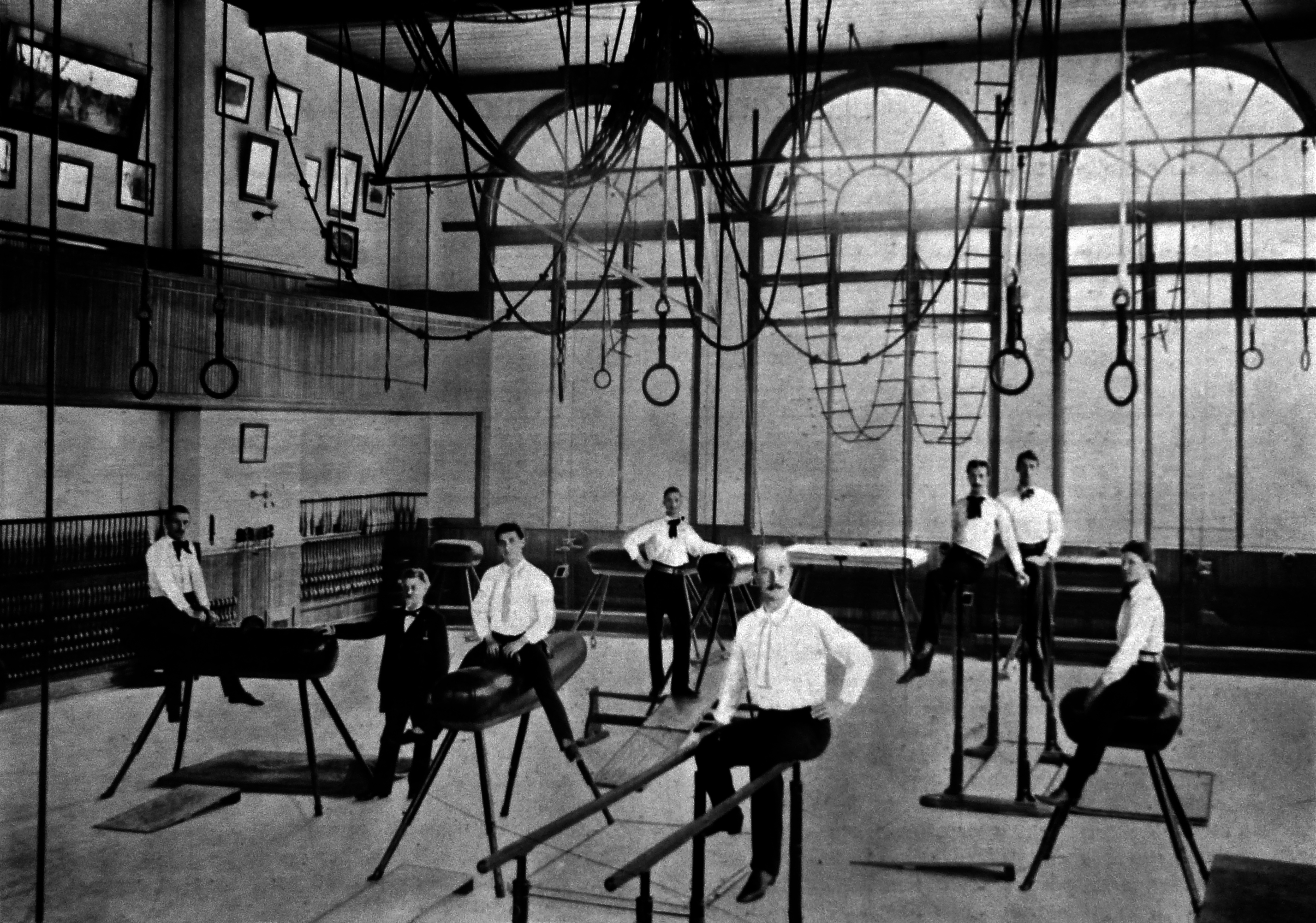
Turnsaal in der Bundesturnhalle zu Milwaukee um 1900. Zweiter von links: George Brosius.

Die  Milwaukee Turners (dt.: Milwaukee Turner) sind ein heute noch bestehender Turnverein in Milwaukee, Wisconsin in den USA. Den Sitz hat die Vereinigung in der Turner Hall von Milwaukee. Das vierstöckige im Stil des Historismus 1882 ausgeführt und 1883 bezogen Gebäude wurde vom Architekten Henry C. Koch geplant.

## Geschichte
Der Verein gilt als die älteste zivile Organisation in Milwaukee und wurde u. a. durch deutsche Flüchtlinge gegründet, die vor den staatlichen Repressionen in den späten 1840er-Jahren in die USA geflohen waren (siehe: Europäische Revolutionen 1848/1849).
Der Verein wurde 1853 in Milwaukee als Sozialistischer Turnverein gegründet (als eine deutsch-amerikanische Turnervereinigung) und hat die Wurzel in der von Friedrich Ludwig Jahn begründeten deutschen Turnbewegung. Der Verein wurde 1855 vom Staat Wisconsin anerkannt. Milwaukee war dank dieses Turnvereins im 19. Jahrhundert als das „deutsche Athen von Amerika“ bekannt und der Verein bildete das zentrale Element für eine vitale deutsche künstlerische, politische und bürgerliche Kultur. Zentrales Anliegen der Vereinsmitglieder war
- der Schutz der Freiheit, gegen alle Unterdrückung;
- Toleranz, gegen alle Fanatismus;
- Vernunft, gegen alle Aberglaube;
- Gerechtigkeit, gegen jede Ausbeutung.[3]

Vereinsmitglieder bildeten die persönlichen Leibwächter von Präsident Abraham Lincoln, als er durch die USA reiste. Mindestens sechs Vereinsmitglieder dienten als Generäle auf Seiten der Nordstaaten im Sezessionskrieg, z. B. Carl Schurz.
Mehrere Bürgermeister von Milwaukee, wie z. B. Emil Seidel (1910–1912), Daniel Hoan (1916–1940) und Frank Zeidler (1948–1960) waren Vereinsmitglieder.
1903 wurde in der Turner Hall eine Veranstaltung mit mehr als 3000 Teilnehmern abgehalten für eine „saubere Regierung“ und gegen Korruption und Vetternwirtschaft.
Die Vereinsmitglieder setzten sich auch maßgeblich für das Frauenwahlrecht und gleiche Rechte ein und waren eine der ersten deutsch-amerikanischen Organisationen, die öffentlich die Verbrechen des Nationalsozialismus und Hitlers Regime in Deutschland anprangerten.
Auch heute noch äußern sich die Mitglieder des Vereins kritisch zu aktuellen politischen Entwicklungen in den USA.

## Organisation
Der Verein wird vom Präsidenten, Arthur Heitzer (Rechtsanwalt), geleitet, der von zwei Vizepräsidenten vertreten werden kann. Zur Unterstützung des Präsidiums besteht ein Kuratorium (Board of Trustees), welches von Patrick Earle (Rechtsanwalt) geleitet wird und eine Geschäftsstelle (Sekretariat).